# Estación Guerrero
Guerrero es una estación ferroviaria abandonada ubicada en la localidad homónima, en el partido de Castelli, Provincia de Buenos Aires, Argentina.

## Servicios
Es una estación intermedia del ramal entre la estación Constitución de la ciudad de Buenos Aires con la estación Mar del Plata. Los servicios de Trenes Argentinos Operaciones no prestan parada en esta estación ya que fue desarticulada en el año 2007.
Sus vías e instalaciones están a cargo de la empresa estatal Trenes Argentinos Operaciones.

## Ubicación
Está ubicada a 163 kilómetros de la estación Constitución.

## Toponimia
Debe su nombre a Manuel Guerrero, primitivo dueño de las tierras donde fue construida.